# Nati nel 1438
| Questa pagina contiene informazioni ricavate automaticamente dalle voci biografiche con l'ausilio del template Bio e di un bot. L'aggiornamento è periodico e automatico e ricostruisce completamente la pagina. Se manca una persona in questa lista, sei pregato di non aggiungerla, ma accertati piuttosto che la sua voce biografica contenga il template Bio e che i dati anagrafici siano correttamente compilati. Se il template Bio manca, inseriscilo tu stesso o, in alternativa, metti l'avviso {{tmp\|Bio}} che ne segnala la mancanza. Se i dati riportati sono sbagliati, correggi direttamente la voce biografica; le modifiche saranno visibili in questa lista entro pochi giorni. Per chiarimenti vedi il progetto biografie. La lista contiene solo le 24 persone che sono citate nell'enciclopedia e per le quali è stato implementato correttamente il template Bio. Pagina aggiornata al 10 lug 2025. |

- 5 febbraio - Margherita di Borbone-Clermont, duchessa († 1483)
- 12 febbraio - Adolfo di Egmond, nobile olandese († 1477)
- 23 marzo - Ludovico II di Saluzzo, marchese italiano († 1504)
- 8 giugno - Melozzo da Forlì, pittore e architetto italiano († 1494)
- 16 giugno - Francesco Valori, politico italiano († 1498)
- 20 luglio - Niccolò d'Este, nobile italiano († 1476)
- 5 agosto - Rao Bika, indiano († 1504)
- 8 ottobre - Bernardo Pulci, poeta italiano († 1488)
- 27 ottobre - Grazia da Cattaro, religioso italiano († 1508)
- 1º dicembre - Pietro II di Borbone, conte († 1503)
- Alberto VI di Meclemburgo, duca tedesco († 1483)
- Ashikaga Shigeuji, militare giapponese († 1497)
- Edmund Beaufort, IV duca di Somerset, militare inglese († 1471)
- Luigi di Borbone, vescovo cattolico francese († 1482)
- Husayn Bayqara, sultano persiano († 1506)
- Giacomino de' Canepacci, religioso italiano († 1508)
- Michele Alberto Carrara, medico e scrittore italiano († 1490)
- Sönam Choklang, monaco buddhista tibetano († 1505)
- Dawlatshah Samarqandi, storico persiano († 1491)
- Sebastiano Ferrero, nobile italiano († 1519)
- Radu III il Bello, sovrano rumeno († 1475)
- Ugolino di Vieri, poeta italiano († 1516)
- Pietro Vaglienti, mercante e scrittore italiano († 1514)
- Anne Woodville, nobile inglese († 1489)